# Fougerolles-du-Plessis
Fougerolles-du-Plessis är en kommun i departementet Mayenne i regionen Pays de la Loire i nordvästra Frankrike. Kommunen ligger i kantonen Landivy som tillhör arrondissementet Mayenne. År 2022 hade Fougerolles-du-Plessis 1 186 invånare.

## Befolkningsutveckling
Antalet invånare i kommunen Fougerolles-du-Plessis
| Referens: INSEE |